# Ambada
Ambada là một thị trấn thống kê (census town) của quận Chhindwara thuộc bang Madhya Pradesh, Ấn Độ.

## Nhân khẩu
Theo điều tra dân số năm 2001 của Ấn Độ, Ambada có dân số 6895 người. Phái nam chiếm 54% tổng số dân và phái nữ chiếm 46%. Ambada có tỷ lệ 70% biết đọc biết viết, cao hơn tỷ lệ trung bình toàn quốc là 59,5%: tỷ lệ cho phái nam là 78%, và tỷ lệ cho phái nữ là 60%. Tại Ambada, 8% dân số nhỏ hơn 6 tuổi.